# Maritime (gruppo musicale)
Maritime è un gruppo indie pop formatosi nel 2003 dopo lo scioglimento dei The Promise Ring e dei The Dismemberment Plan. Eric Axelson (bassista) dei The Dismemberment Plan insieme a Davey von Bohlen (cantante/chitarrista) e Dan Didier (batterista) dei The Promise Ring crearono un gruppo chiamato In English. Il gruppo firmò rapidamente un contratto con l'etichetta discografica ANTI- e assunse J. Robbins per pubblicare i loro dischi. Robbins in precedenza pubblicò i dischi sia dei The Promise Ring che dei The Dismemberment Plan. Dopo aver consegnato il disco alla ANTI-, la compagnia decise di non pubblicarlo. Il gruppo cambiò il suo nome in Maritime e firmò un contratto con la DeSoto Records. Il gruppo fece un tour negli USA e pubblicò da solo un EPchiamato Adios sulla propria etichetta discografica, la Foreign Leisure. Il 1º aprile 2004 il gruppo pubblicò il suo primo album , Glass Floor sulla DeSoto Records.
Il 6 febbraio 2006 Axelson annunciò di essere intenzionato a lasciare il gruppo. Fu rimpiazzato da Justin Klug.
Il loro secondo album, We, the Vehicles, fu pubblicato il 18 aprile 2006 sulla Flameshovel Records.
Il loro album successivo, Heresy and the Hotel Choir, fu pubblicato sulla stessa etichetta dell'album precedente il 16 ottobre 2007 negli USA, ma stavolta fu pubblicato, il 12 ottobre 2007, anche in Germania sulla Grand Hotel van Cleef, importante etichetta discografica tedesca, che pubblicò anche altri due album dei Maritime in Europa. "Guns of Navarone" fu il primo singolo estratto dal nuovo album.
Nell'aprile del 2010, il gruppo annunciò di essere intenzionato a lasciare la Flameshovel Records e firmò un contratto con Dangerbird Records. Il loro quarto album, Human Hearts, fu pubblicato il 5 aprile 2011.

## Membri

### Membri attuali
- Dan Didier – batteria
- Davey von Bohlen – voce/chitarra
- Justin Klug – basso (2006 – presente)
- Dan Hinz – chitarra

### Membri precedenti
- Eric Axelson – basso (2003 – 2006)

## Discografia
Album in studio
- 2004 - Glass Floor
- 2006 - We, the Vehicles
- 2007 - Heresy and the Hotel Choir
- 2011 - Human Hearts
- 2015 - Magnetic Bodies/Maps of Bones

EP
- 2003 - Adios EP